# تنجه استرالیایی
تنجه استرالیایی (نام علمی: Tadorna tadornoides) در سرده عروس‌مرغابی‌ها قرار دارد. واژه Tadorna ریشه سلتی دارد و به معنای مرغابی یا پرنده آبی پیسه (دورنگ) است. جنس نر عمدتاً" رنگ تیره دارد و رنگ سینه‌اش قهوه‌ای متمایل به قرمز است. تنجه‌های استرالیایی دارای طوق سفید رنگ هستند و رنگ سرشان سبز تیره است. جنس ماده نیز شبیه جنس نر است با این تفاوت که دور چشمان ماده سفید رنگ است. رنگ زیر بال نر و ماده سفید است که در خلال پرواز قابل مشاهده است. تنجه استرالیایی در از جنوب تا غرب استرالیا پراکنده هستند.